# 鷹巣大館道路
鷹巣大館道路（たかのすおおだてどうろ）は、秋田県北秋田市から大館市に至る延長約13.9 kmの高速道路（国道7号の自動車専用道路）である。大館能代空港IC - 二井田真中ICに相当する区間で、秋田自動車道の名称で供用されている。

## 概要

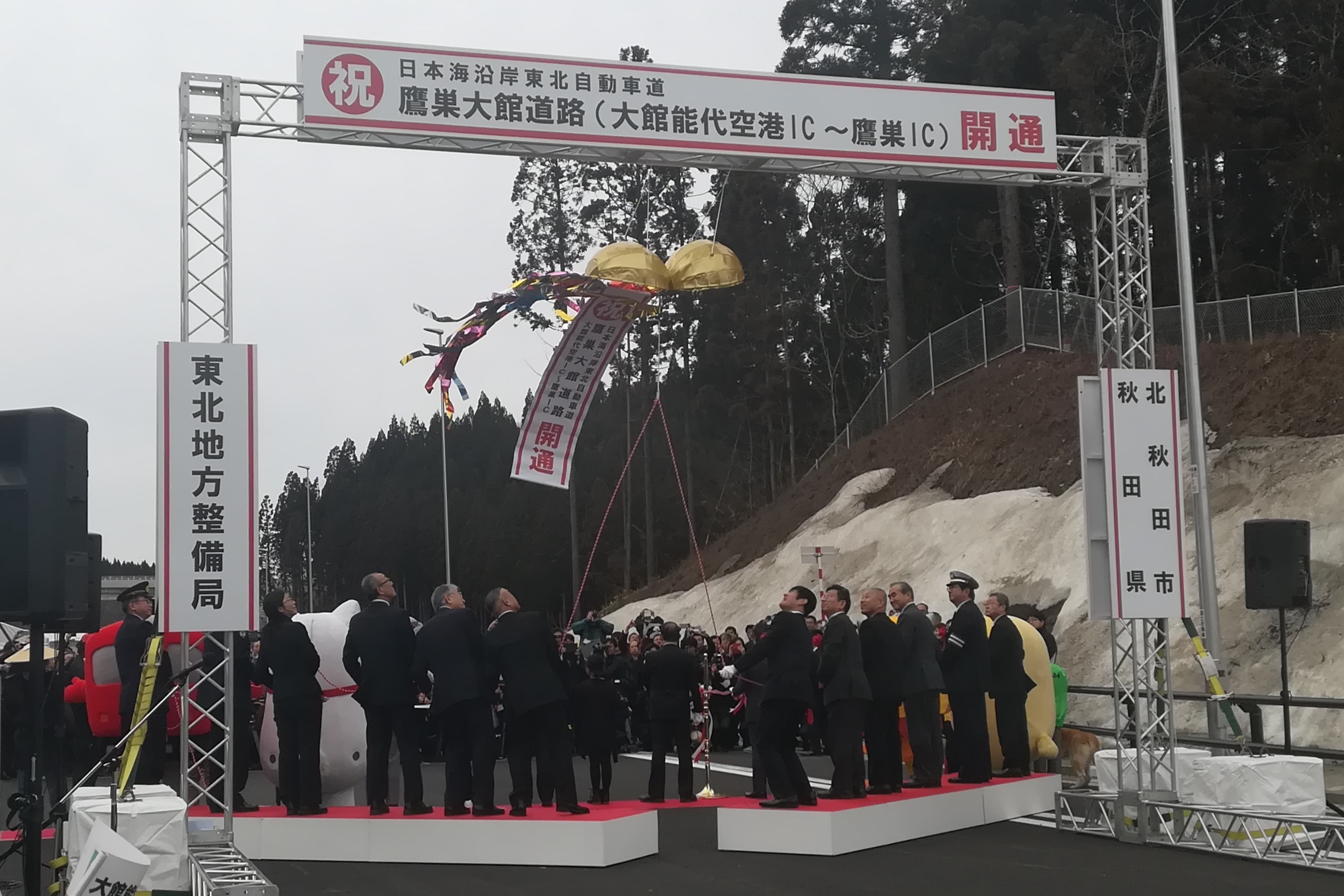
大館能代空港IC - 鷹巣IC間開通式

大館市と北秋田市間は、国道7号が災害時など通行止めによる迂回路の確保が必要として計画され、日本海沿岸東北自動車道に並行する一般国道の自動車専用道路（国道7号）として2018年3月21日に大館能代空港IC - 二井田真中IC間の全線が供用した。なお、当道路は秋田県道102号大館鷹巣線の一部とほぼ並行しているが、県道102号の市境界部分は未供用または通行不能区間である。
2012年に日本海沿岸東北自動車道の二ツ井白神IC方面が事業化または事業化の見込みで、二ツ井今泉道路と秋田県道325号大館能代空港西線に改良工事およびバイパス工事（鷹巣西道路）を施して自動車専用道路に変更し、2017年（平成29年）以降に二ツ井白神ICに接続して秋田自動車道に連続する見込みとなった。同時に、当初大館市方面へのハーフインターチェンジとして計画されていた大館能代空港ICもフルインターチェンジに変更された。
また、2015年2月に大館能代空港ICから鷹巣西道路の接続点までの1.7 kmの区間もすり付け区間として鷹巣大館道路事業により実施されることになり、2016年度中に詳細設計を行った。この区間は鷹巣西道路と合わせて2020年（令和2年）12月13日に開通した。
なお二井田真中ICでは大館西道路に連続し、小坂JCTで東北自動車道に接続する。

### 路線データ

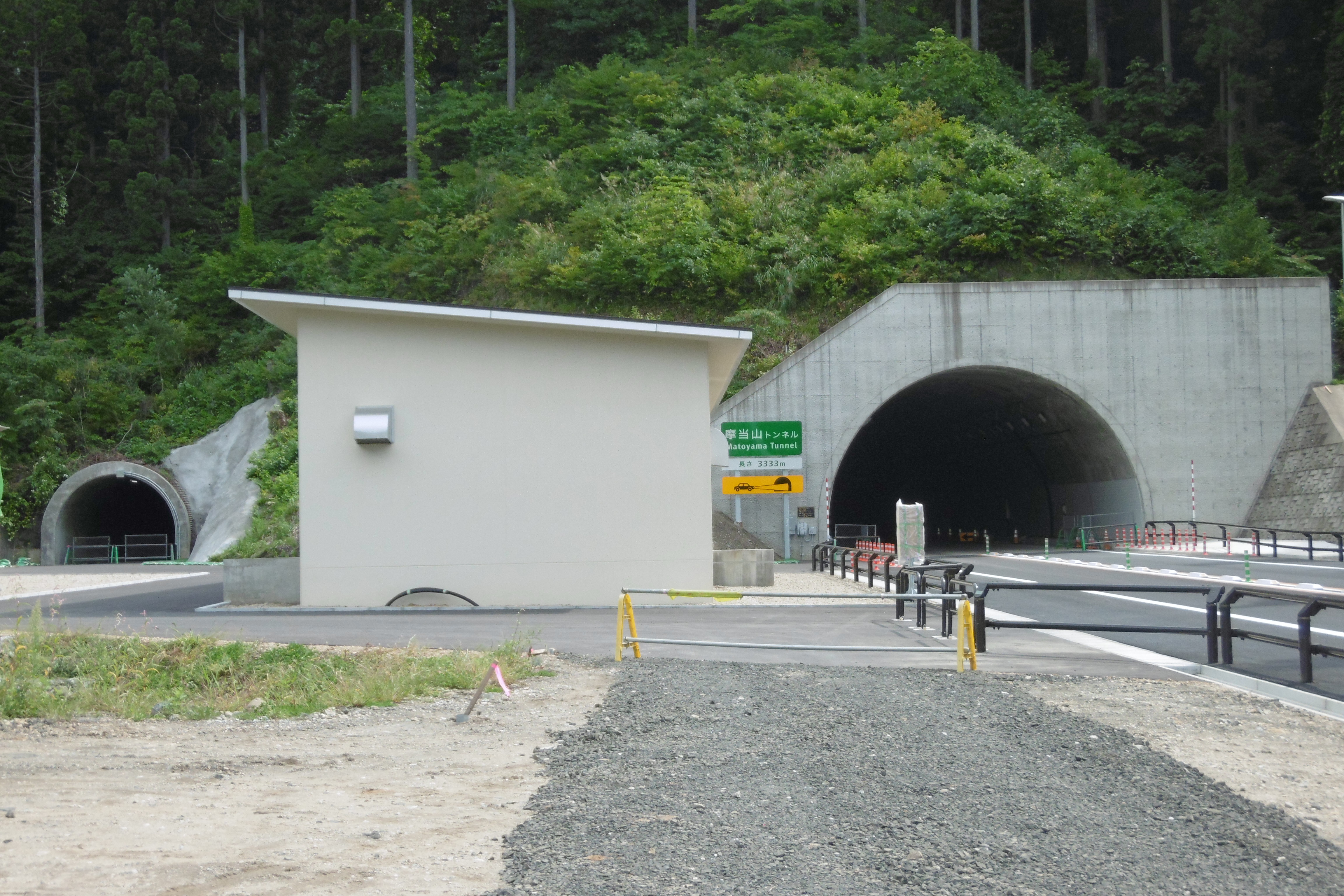
摩当山トンネル（北秋田市側）
左は避難坑

- 起点：秋田県北秋田市脇神（大館能代空港IC）
- 終点：秋田県大館市櫃崎（二井田真中IC）
- 全長：13.9 km[注釈 1]
- 規格：第1種第2級
- 設計速度：100 km/h
- 道路幅員：12.0 m
- 車線数：暫定2車線（完成4車線）
- 構造物
  - 栄トンネル 562 m
  - 摩当山トンネル 3,333 m

## 歴史
- 2005年（平成17年）度 - 北秋田市栄 : 大館市櫃崎間8.3 km事業化
- 2006年（平成18年）10月28日 : 起工式
- 2007年（平成19年）度 : 北秋田市脇神 - 北秋田市栄間5.6 km延伸事業化
- 2011年（平成23年）2月21日 : 摩当山トンネル (3,333 m) 貫通
- 2013年（平成25年）7月25日 : 栄トンネル (562 m) 貫通
- 2016年（平成28年）10月22日 : 鷹巣IC - 二井田真中IC間が秋田自動車道として開通[13][3][4]。
- 2018年（平成30年）3月21日 : 大館能代空港IC - 鷹巣IC間開通[2]。
- 2020年（令和2年）12月13日 : 大館能代空港ICから鷹巣西道路の接続点まですり付けの区間 (1.7 km) が開通[12]。